# Château de Meyrargues
Le château de Meyrargues est un château situé à Meyrargues, à 15 km au nord d'Aix-en-Provence.

## Historique
C'est probablement au Xe siècle qu'une première construction défensive est bâtie sur le site actuel du château, entre le vallon des Arcs et l'actuel village de Meyrargues. 
La forteresse est remaniée plusieurs fois, au XVe siècle et au XVIIe siècle. Le propriétaire le plus célèbre du château fut Aliénor de Comminges (1329-1402),  vicomtesse de Turenne, dame de Meyrargues, épouse de Guillaume III Roger de Beaufort, neveu de Clément VI et frère de Grégoire XI, mère de Raymond VIII de Turenne.
Le château a notamment appartenu à Jean II Le Meingre dit Boucicaut, maréchal de France, au début du XVe siècle. Il fit faire des travaux entre 1406 et 1408.
Le fief a ensuite appartenu aux familles provençales des Baux (haut Moyen Âge), d'Allagonia ou d'Alagonia (à partir du XVe siècle), de Valbelle (XVIIe siècle) puis d'Albertas (famille de parlementaires qui possédaient également un Hôtel particulier à Aix).

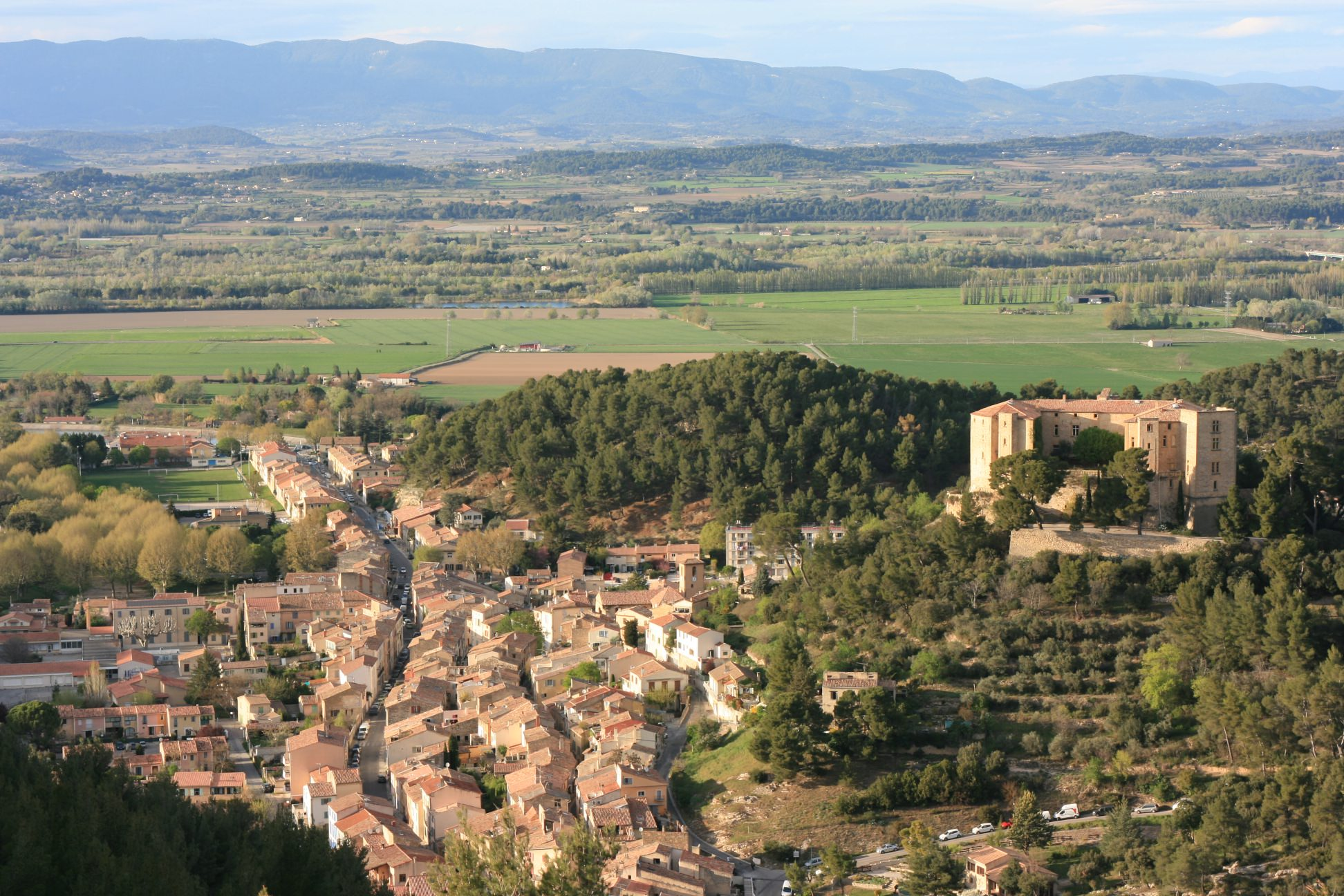
Centre de Meyrargues et le Château, vus du Sud

Le 19 décembre 1605, l'un de ses propriétaires, Louis d'Alagonia, seigneur de Mayrargues, arrêté deux semaines plus tôt à Paris, fut condamné par arrêt de la grand-chambre du parlement de Paris et décapité le jour même sur la place de Grève, pour avoir comploté contre Henri IV. Il ne laissa pas d'enfants. Ses biens furent confisqués, mais restitués par lettres patentes d'Henri IV du 31 janvier 1606 à son frère Honoré d'Alagonia, chevalier de Malte. Avec lui s'éteignit la lignée mâle de sa famille,.
Par donation du 20 octobre 1637, Honoré d'Alagonia, sans postérité, transmit le fief de Meyrargues à son parent Léon de Valbelle, seigneur de Cadarache.

## Architecture

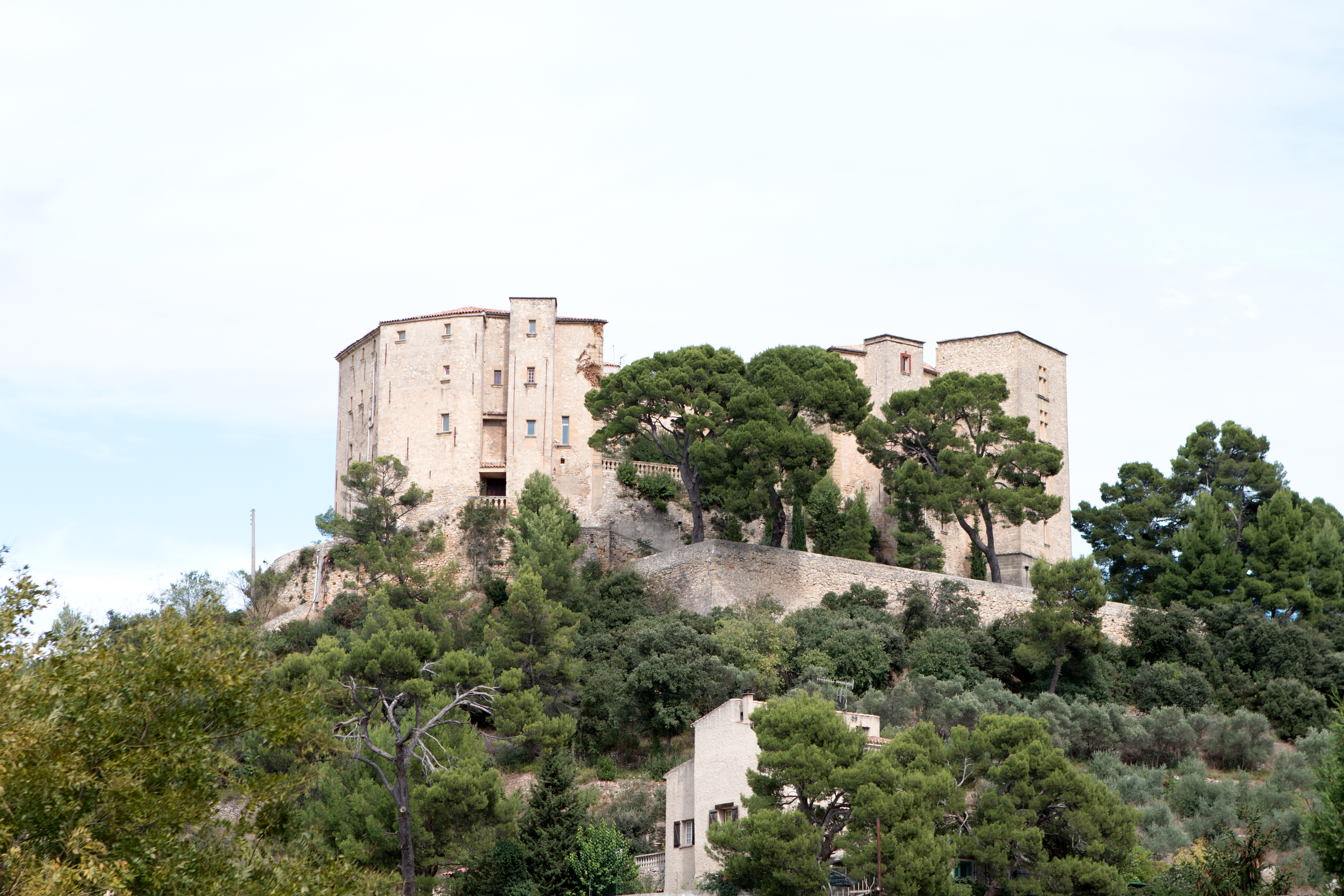
Vue du château, face Sud

Au Moyen Âge, la famille d'Allagonia ajoute quatre tours défensives.
Le mur d'enceinte, dit "de la Garenne", est construit en 1764.
Bien que le château ait conservé sa rudesse et sa sobriété extérieure typique de l'architecture provençale, il fut transformé intérieurement en un hôtel de luxe. Il n'était pas ouvert publiquement à la visite.
Les éléments principaux du bâtiment (l'ensemble des façades et toitures, la terrasse, une salle du rez-de-chaussée avec sa cheminée monumentale du XVIe siècle et des décors intérieurs) sont inscrits à l'inventaire supplémentaire des monuments historiques.
Après avoir été pendant des décennies un hôtel-restaurant 4 étoiles, le château a été cédé en 2015 à une société immobilière spécialisée dans la réhabilitation des monuments historiques. Il est partagé en 26 appartements (depuis 2016), dont 5 classés logements sociaux. Le parc, à l'inventaire des sites depuis le 10 avril 1952, revient, lui, à la commune.